# Palkbaai
De Palkbaai is een ondiepe baai in het zuidwesten van de Golf van Bengalen in de Indische Oceaan. Het ligt tussen noordwestkust van Sri Lanka en de zuidoostkust van India voor de kust van Tamil Nadu. In het zuiden staat de baai via de Straat Palk in verbinding met de Golf van Mannar, onderdeel van de Laccadivenzee.
De breedte van de baai varieert van 57 tot 107 kilometer en de lengte bedraagt ongeveer 150 kilometer met een waterdiepte van maximaal 13 meter.
De baai ligt in de mariene ecoregio Zuidelijk India en Sri Lanka.

## Ramayana en Palkbaai
De Palkbaai wordt geassocieerd met een oud Sanskriet-epos Ramayana dat populair is op het Indiase subcontinent en dat de zoektocht van Prins Rama volgt om zijn geliefde vrouw Sita uit de klauwen van Ravana te redden met de hulp van een leger van Vaanaras (apen). Het wordt traditioneel toegeschreven aan het auteurschap van de wijze Valmiki en gedateerd rond 500 v.Chr. tot 100 v.Chr.. Het epos beschrijft hoe prins Rama en zijn volgelingen erin slaagden de Palkbaai over te steken om Lanka (Sri Lanka) te bereiken om Sita te redden.